# Čenkovce
Čenkovce (Hongaars: Csenke) is een Slowaakse gemeente in de regio Trnava, en maakt deel uit van het district Dunajská Streda.
Čenkovce telt 1.117 inwoners.